# Andy Milonakis
Andrew Michael Milonakis (Katonah, Nova Iorque, 30 de janeiro de 1976) é um ator e comediante norte-americano com ascendência grega conhecido pelo seu show de televisão o The Andy Milonakis Show, na MTV, onde ele interpreta o papel de um adolescente. Andy sofre de uma insuficiência hormonal que lhe dá a aparência e voz de um pré-adolescente.
Milonakis iniciou uma organização sem fins lucrativos, para aqueles que sofrem de sua deficiência. O objetivo de sua organização é aumentar a consciência desta doença e de encontrar novos e melhores tratamentos para a doença. A organização é chamado Andy's Hormonally Deficient Kiddos. Ele também doa fundos ao Ronald McDonald para crianças doentes. Também tem alguns projetos como rapper.
A fama de Andy começou como um fenômeno da Internet após ele ter lançado gravações de vídeo caseiros de sua webcam com suas rimas de rap freestyle, vídeos bem humorados, e filmes curtos. Até que mais tarde o comediante Jimmy Kimmel o recrutou para aparições regulares no Jimmy Kimmel Live na televisão em 2003-2004.

## Filmografia
- 2012: Mac & Devin Go to High School - Joelho quebrado
- 2009: Still Waiting.... - Nick
- 2008: Extreme Movie - Justin
- 2008: 2 Dudes & a Dream - Ned
- 2008: Wieners - Drake Hanswald
- 2008: Parental Guidance Suggested - ele mesmo
- 2008: Killer Pad - Dinko's Geek
- 2007: Who's Your Caddy? - Wilson
- 2007: Heckler - ele mesmo
- 2006: Train Wreck! - ele mesmo
- 2006: The Works - ele mesmo
- 2005: Waiting... - Nick